# Cernoziom

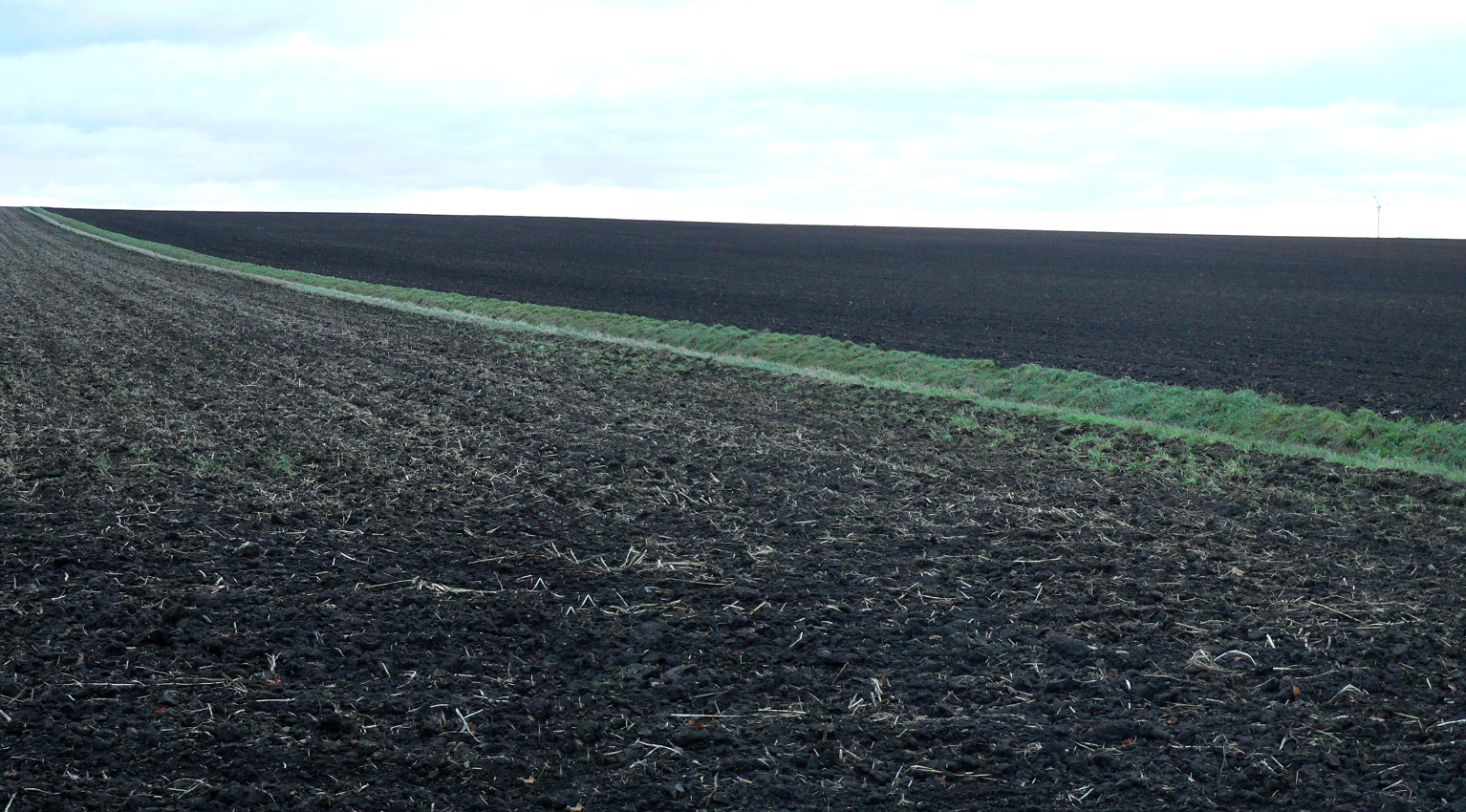
Sol cernoziom

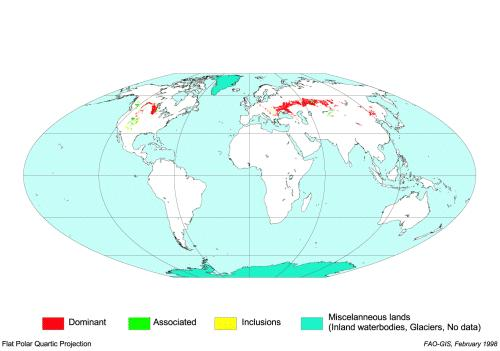
Distribuție mondială

Cernoziomul (din ucraineană чорнозем – „pământ negru”) este un sol foarte fertil, de culoare închisă (neagră, castanie etc.), format sub o vegetație ierboasă, în condițiile unei clime continentale. Cernoziomul conține humus în proporție de 4-6%, procentaj mic în comparație cu alte soluri, care pot avea până la 25% humus, dar este de bună calitate (mul calcic), saturația în baze este de 90-100% cu o reacție neutră, slab alcalină (pH = 7-7,8) și un procentaj important de acid fosforic, amoniac și fosfor.
Se definește prin orizont Am (molic) cu crome mai mici de 2 la materialul umed și orizont Cca sau concentrări de carbonați secundari în primii 125 de cm.

#### Subtipuri
Tipic, psamic, pelic, vertic, gleic, aluvic, calcaric, kastanic, maronic, cambic, argic, greic, salinic, sodic, litic.

## Răspândire
În lume există două „centuri de cernoziom”: 1) din estul Croației (Slavonia), de-a lungul Dunării (nordul Serbiei, nordul Bulgariei, sudul României (Câmpia Română), Republica Moldova, nord-estul Ucrainei și partea de sud a Rusiei, până la Siberia; 2) Preria canadiană. Tipuri similare de sol apar în Texas și Ungaria. Grosimea stratului de cernoziom poate varia foarte mult, de la câțiva centimetri în Siberia până la 1,5 m în Republica Moldova și Ucraina.

### Condiții și procese de solificare
Cu privire la relief, cernoziomurile apar în special în zone de câmpie, dar și de deal, podiș sau piemonturi joase, unități de relief cu altitudini de la 15-20 până la 150-200 de metri. 
Materialul parental este reprezentat în special de roci sedimentare (loess, depozite loessoide, luturi, argile, marne, calcare, gresii, etc.).
Clima este specifică zonei de stepă cu precipitații de 400-500 mm și temperaturi de 9,25-11,5°C, evapotranspirația peste 700 mm, indicele de ariditate frecvent 20-24, iar regimul hidric nepercolativ. Vegetația sub care s-a format este reprezentată de un covor ierbos bine încheiat, care lasă în sol o mare cantitate de materie organică (Festuca valesiaca, Agropyron cristatum, Chrysopogon gryllus, Poa bulbosa, etc.)

## Alcătuirea profilului
Cernoziomul are profilul de tip Am - A/C - C sau Cca. 
Comparativ cu kastanoziomul are un profil mai profund cu orizonturi bine diferențiate. Orizontul A molic are grosimea de 40-50 cm, culori cu crome mai mici de 2 la materialul umed, structură glomerulară și bine formată, textură lutoasă și o intensă activitate biologică.
Orizontul A/C are grosimi de 20-25 cm și culori ceva mai deschise decât orizontul superior cu însușiri asemănătoare cel puțin în jumătatea superioară a acestuia.
Orizontul C sau Cca are minim 30-40 cm, brun-gălbui, friabil cu textură luto-nisipoasă. Pe întregul profil se observă numeroase neoformații biogene (coprolite, cervotocine, crotovine), precum și neoformații de natură chimică.